# (2791) Paradise
(2791) Paradise (1977 CA) ist ein ungefähr acht Kilometer großer Asteroid des inneren Hauptgürtels, der am 13. Februar 1977 vom US-amerikanischen Astronomen Schelte John Bus am Palomar-Observatorium nordöstlich von San Diego in Kalifornien (IAU-Code 675) entdeckt wurde.

## Benennung
(2791) Paradise wurde nach der US-amerikanischen Stadt Paradise im Butte County in Kalifornien benannt. Diese alte Bergbaustadt liegt im Vorgebirge der Sierra Nevada und ist die Heimat von Schelte und Alice Bus, den Eltern des Entdeckers Schelte John Bus.